# Phasmarhabditis
Phasmarhabditis är ett släkte av rundmaskar. Phasmarhabditis ingår i familjen Rhabditidae.
Släktet innehåller bara arten Phasmarhabditis nidrosiensis.